# Gare de Corcieux-Vanémont
Gare de Corcieux-Vanémont – przystanek kolejowy w miejscowości La Houssière, w departamencie Wogezy, w regionie Grand Est, we Francji. Jest zarządzany przez SNCF i obsługiwany przez pociągi TER Lorraine. 

## Położenie
Znajduje się na linii Arches – Saint-Dié, na km 33,877 między stacjami Biffontaine i Saint-Léonard, na wysokości 498 m n.p.m.

## Linie kolejowe
- Linia Arches – Saint-Dié